# Paracydas
Paracydas is een geslacht van vlinders van de familie Eupterotidae.

## Soorten
- P. biagi Bethune-Baker, 1908
- P. occidentalis Rothschild, 1932
- P. postpallida Rothschild, 1917